# 北川羌族自治县

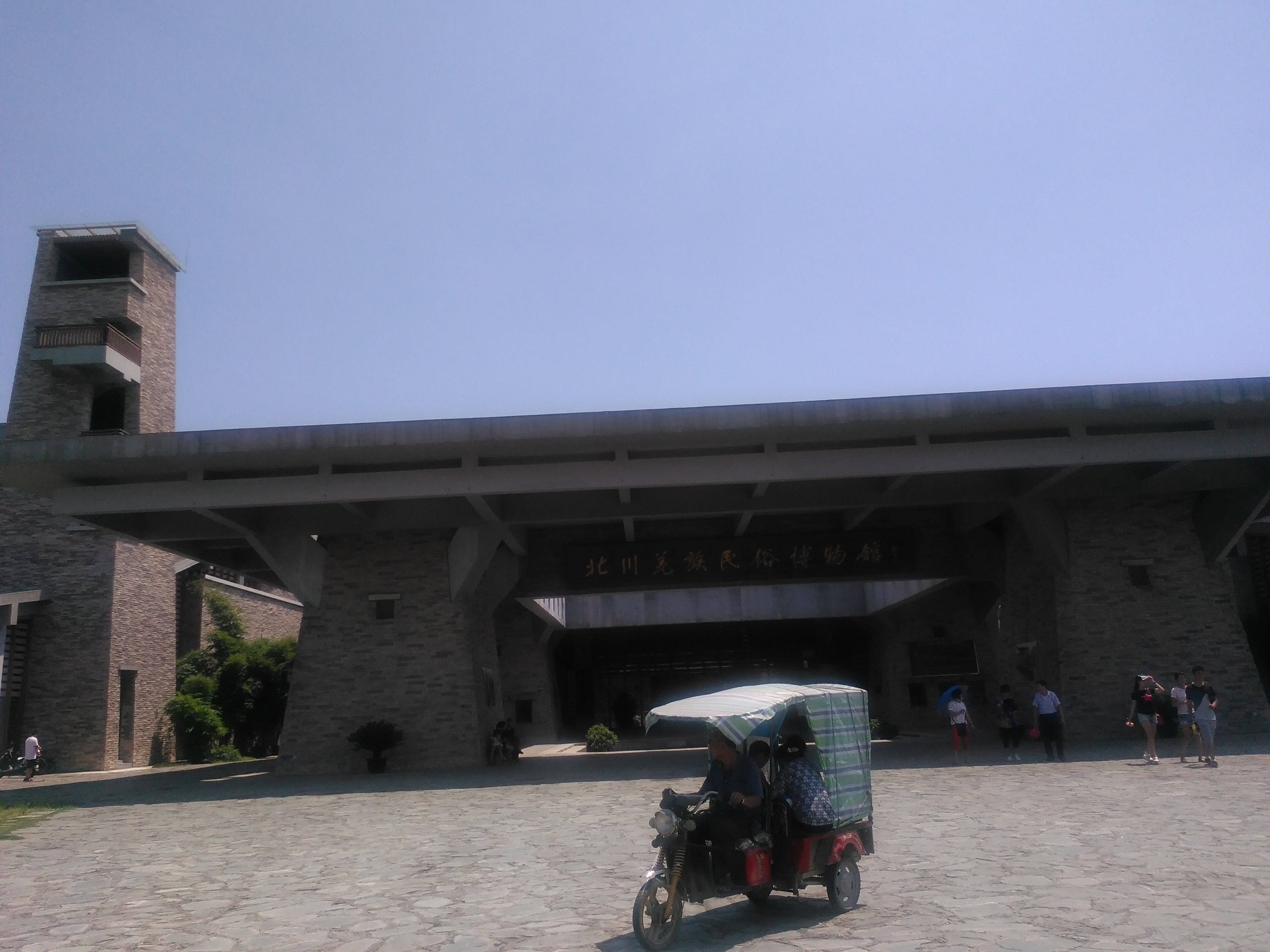
北川羌族博物馆

北川羌族自治县是中国四川省绵阳市所辖的一个自治县，也是中国唯一的羌族自治县。总面积3112平方公里，总人口约23万人。东接江油市，南邻安州区，西靠茂县，北抵松潘县、平武县。县政府驻地为永昌镇，距绵阳市中区31公里，距省会成都138公里。

## 历史
北周武帝天和元年（公元566年）置北川縣，县治设于今县城曲山镇西北20多公里处的禹里乡（1992年以前称为治城），因縣西北有北川城而得名；一說汶川又稱北川，因此得名。
唐太宗貞觀八年年析北川縣地置石泉縣，唐高宗永徽二年（公元651年），併北川县入石泉縣。1914年，因與陕西省石泉縣同名，乃復名北川縣。
1952年，北川县县城由治城迁往交通较为便利的曲山镇。1953年，擂鼓镇从安县划入北川。
2003年7月6日，国务院批准同意撤銷北川縣，設立北川羌族自治县。
据史籍记载，北川是古代治水英雄大禹的生地，称“神禹故里”。北川是红军长征路过之地，1935年，中国政府宣称北川人民积极参加红军、支援红军，保证红四方面军向西挺进，与中央红军会师。1953年，北川定为“革命老根据地”。
2009年2月6日，民政部同意将安县的安昌镇、永安镇、黄土镇的常乐、红岩、顺义、红旗、温泉、东鱼6个村划归北川羌族自治县管辖，由这6个村子组成永昌镇。北川羌族自治县人民政府驻地由曲山镇迁至永昌鎮。

## 人口
据绵阳市第七次全国人口普查公报，至2020年11月1日零时，北川县常住人口数为174132人，占全市人口比重为3.58%。其中，男性人口占比51.03%，女性人口占比48.97%，男女性别比重为104.2%。0-14岁人口占14.27%，15-59岁人口占60.38%，60岁及以上人口占25.35%。
据官方统计，2006年末，全县共有45883户、160156人，其中非农业人口20566人，占总人口的12.8% 。羌、藏、回、苗、壮、土家、彝、满、黎、维吾尔、基诺、达斡尔等17个少数民族，共有人口95878人，占总人口的59.9 %，其中羌族人口90808人，占全县总人口的56.7%。

## 自然资源
- 北川矿产资源丰富，有石灰石、青云石等储量较大。
- 北川农林资源丰富，是中国红豆杉之乡，高山中草药、核桃、魔芋、猕猴桃、蚕茧、茶叶、白山羊等农畜产品品质优良。

## 行政区划
北川羌族自治县下辖9个镇、9个乡、1个民族乡：
曲山镇、擂鼓镇、永昌镇、通泉镇、永安镇、禹里镇、桂溪镇、陈家坝镇、小坝镇、漩坪乡、白坭乡、片口乡、开坪乡、坝底乡、白什乡、青片乡、桃龙藏族乡、马槽乡和都贯乡。
永昌镇为县城所在地。

## 地理
| 北川(1981−2010)      | 北川(1981−2010) | 北川(1981−2010) | 北川(1981−2010) | 北川(1981−2010) | 北川(1981−2010) | 北川(1981−2010) | 北川(1981−2010) | 北川(1981−2010) | 北川(1981−2010) | 北川(1981−2010) | 北川(1981−2010) | 北川(1981−2010) | 北川(1981−2010) |
| 月份                 | 1月             | 2月             | 3月             | 4月             | 5月             | 6月             | 7月             | 8月             | 9月             | 10月            | 11月            | 12月            | 全年            |
| -------------------- | --------------- | --------------- | --------------- | --------------- | --------------- | --------------- | --------------- | --------------- | --------------- | --------------- | --------------- | --------------- | --------------- |
| 平均高温 °C（°F）    | 9.3 (48.7)      | 11.2 (52.2)     | 15.5 (59.9)     | 21.2 (70.2)     | 25.7 (78.3)     | 27.9 (82.2)     | 29.6 (85.3)     | 29.0 (84.2)     | 24.6 (76.3)     | 19.8 (67.6)     | 15.4 (59.7)     | 10.5 (50.9)     | 20.0 (68.0)     |
| 日均气温 °C（°F）    | 5.5 (41.9)      | 7.3 (45.1)      | 11.3 (52.3)     | 16.3 (61.3)     | 20.6 (69.1)     | 23.2 (73.8)     | 24.9 (76.8)     | 24.2 (75.6)     | 20.6 (69.1)     | 16.1 (61.0)     | 11.6 (52.9)     | 6.7 (44.1)      | 15.7 (60.3)     |
| 平均低温 °C（°F）    | 2.8 (37.0)      | 4.8 (40.6)      | 8.2 (46.8)      | 12.7 (54.9)     | 16.8 (62.2)     | 19.6 (67.3)     | 21.6 (70.9)     | 21.1 (70.0)     | 18.0 (64.4)     | 13.8 (56.8)     | 9.1 (48.4)      | 4.1 (39.4)      | 12.7 (54.9)     |
| 平均降水量 mm（）    | 7.0 (0.28)      | 11.5 (0.45)     | 21.8 (0.86)     | 48.9 (1.93)     | 91.1 (3.59)     | 133.2 (5.24)    | 316.9 (12.48)   | 294.3 (11.59)   | 179.7 (7.07)    | 68.9 (2.71)     | 16.8 (0.66)     | 3.6 (0.14)      | 1,193.7 (47)    |
| 平均相對濕度（％）   | 74              | 75              | 72              | 71              | 70              | 74              | 79              | 81              | 84              | 83              | 79              | 75              | 76              |
| 来源：中国气象数据网 |                 |                 |                 |                 |                 |                 |                 |                 |                 |                 |                 |                 |                 |

## 交通
北川多山，以公路交通为主。 347国道、 105省道穿过北川县境内，汶川地震后新建的山东大道则连通京昆高速公路、成渝环线高速公路及 108国道。此外亦有在建的绵九高速公路通过北川。
北川311个行政村全部实现了硬化道路通达，至2016年，全县公路通车里程达到2725公里、有客运站点65个、开通农村客运线路25条。
北川也正在建设通用航空机场来发展航空。2019年底开工的北川通用机场选址于北川与安州交界处，将建成一条2B级别的1000*30米跑道与附属保障设施，计划建成后提供航空训练、赛事、旅游、救援与短途运输服务。

## 特产
北川花魔芋、北川米黄大理石、北川苔子茶：中国地理标志产品。

## 汶川大地震中的北川羌族自治县

### 灾情
2008年5月12日的汶川大地震中，北川羌族自治县大部分区域地震烈度达到11度，为汶川地震的10个极重灾区之一，也是汶川地震中受灾第二严重的县级行政区。地震造成北川县16.1万人受灾、15645人遇难、4413人失踪、26916人受伤。除了严重的人员伤亡，北川县全域基础设施及服务全面陷入瘫痪，县城老城区80%建筑、新城区60%建筑垮塌。出现包括造成县城重大人员伤亡的王家岩滑坡、景家山崩塌在内的多处山体滑坡，112个村出现山体大裂缝，山体崩塌形成包括唐家山堰塞湖在内的堰塞湖16个，共计形成581个地质灾害点。地震共造成北川羌族自治县直接经济损失585.7亿元人民币。
北川老县城驻地曲山镇受灾最为严重。地震中，曲山镇13719人遇难、1931人失踪、4537人受伤。老城区王家岩滑坡将老城区2/3区域掩埋，包括北川县商业区、人民医院、法院、民政局、文化馆、教体局、曲山小学西校区在内的大量建筑被掩埋或被激起的气流击垮，直接导致三千余人遇难，老城区遇难人数逾万人。新城区包括北川县人民政府在内的大量建筑垮塌，景家山崩塌则将北川中学新校区、北川县水务农机局及众多民房瞬间掩埋。景家山崩塌造成两千八百余人遇难，新城区包括北川县副县长杨泽森在内的大量人员遇难。北川县城对外交通完全中断。北川中学新校区在校舍内的全部124名师生、老校区657名师生遇难，曲山小学410名师生遇难，县直属机关幼儿园310名幼童及19名教职工遇难，北川职业中学109名师生遇难。除曲山镇外，陈家坝乡、擂鼓镇、漩坪乡、禹里乡等也为汶川地震中受灾极重的乡镇。陈家坝乡遇难928人、失踪1200人，擂鼓镇遇难650人、失踪118人，禹里乡遇难316人，漩坪乡遇难61人，高川乡遇难871人、失踪103人，茶坪乡遇难852人、失踪217人，南坝镇遇难1564人、失踪1人，平通镇遇难351人、失踪60人。
地震导致湔江北川县城上游3.2公里处两岸崩塌形成堰体阻塞河道形成唐家山堰塞湖。堰塞湖蓄水量最大达到3.2亿立方米，上下游水头落差达60余米。堰塞湖一度对下游各乡镇产生严重威胁。
地震中以汶川、北川一带为主要聚居地的羌族及羌文化受到毁灭性打击。大量羌族人民遇难，数座羌寨垮塌。北川县城的羌族民俗博物馆及文物管理所垮塌，省文保单位永平堡、市文保单位伏羌堡严重垮塌，另有9处县文保单位被不同程度毁坏。地震中，数百件非物质文化遗产实物道具及众多音像资料丢失，30名非遗传承人与研究人员遇难。

### 救灾
5月12日下午，成都军区驻绵阳63820部队成立30人的应急救援分队奔赴擂鼓镇救援，于15时抵达展开救援，成为进入北川救灾的首支军队。13日凌晨0时30分，成都军区驻重庆的77126部队、77136部队共1460名官兵率先徒步进入北川县城展开救援。14日，77289部队共一七百余官兵进入北川展开救援。15日，77200部队共计七千名官兵抵达北川县展开救援。第二炮兵驻陕西、贵州的500名官兵、武警部队超过五千名官兵、民兵预备役数千民兵以及多省市的公安、消防、专业应急救援队伍也陆续抵达北川展开救援。北川县内幸存人员亦迅速展开自救。震后7分钟，北川县抗震救灾临时指挥部在县委大院成立。震后1小时，北川县未被埋压的全部8000余人集合完毕并分批向任家坪北川中学操场的安全地带转移，幸存的北川县政府职员及公安民警则立刻开始对垮塌校舍、民居下人员展开救援，救出废墟表层及浅层被埋人员千余人。此后，大量志愿者、社会群体及俄罗斯、日本的国际救援队亦抵达北川展开救援。
除了人员抢救，基础设施与服务恢复也被迅速推进。5月12日晚，绵阳电业局为任家坪避难点开始提供应急电力及照明服务。5月13日下午，中国移动通过搭建临时基站恢复了北川县城内的移动通信网；当晚，中国电信于北川县城安装十台固定电话，恢复了北川县城与外界的通信；14日，北川县城与外界的小灵通服务、以及抗震救灾应急指挥部的通信服务被恢复。5月16日晚，北川任家坪至县城的道路被抢通，大型车辆器械得以进入北川县城展开救援。
5月13日起至19日，北川县内幸存人员被分批撤出，主要安置在绵阳九洲体育馆及南河体育中心。二者安置人数峰值达约六万人。另有部分灾民被安置在江油、梓潼、三台的应急安置点。20日后，为防范疫情发生，两座体育中心开始呼吁灾民投奔亲友或前往北川新辟的帐篷安置点。随后，灾民迁往安县（今安州区）黄土镇、安昌镇，北川县永安镇、擂鼓镇、曲山镇任家坪的临时安置点居住。
北川县城上游的唐家山堰塞湖淹没了漩坪乡大片乡镇，且因溃坝风险大，严重威胁下游各县市。5月21日，中国水利部专家组乘直升机抵达坝体顶端勘查，并拟定开挖泄洪槽的方案。25日，排险工程施工方案设计完成，同时，下游各县市灾民开始按照水利部推演的溃坝洪水影响范围进行人员转移与疏散演练。5月25日，数千名成都军区及武警官兵携带炸药抵达坝顶。次日，中国从俄罗斯租用的一架米-26直升机与中国陆航部队46架UH-60“黑鹰”、米-17/171直升机开始往坝顶吊运大型设备。6月1日，泄流槽开挖完成，人员全部撤离坝顶；6日，百余人再次冒生命危险登坝排险。7日，所有人员全部撤离坝顶，堰塞湖开始泄洪，且随着坝顶松软土层被冲掉，流量逐渐增大。10日，唐家山堰塞湖蓄水量减至1.6亿立方米，基本解除威胁。

### 赈灾与重建
2008年8月，绵阳市自建及山东省援建的永兴镇、擂鼓镇、任家坪、安昌镇、陈家坝板房区陆续建成并安置灾民。北川县在2008-2009年共接收定向捐赠资金1.64亿元人民币、非定向捐赠资金3800余万元人民币。捐款来自解放军、中央及地方政府部门、港澳台机构及人士、境内外企业、境内外非政府组织甚至中小学班级和民众个人。除资金外，北川县也收到大量救灾急需和灾民生活必要的物资。
北川羌族自治县由山东省对口援建。由于老县城地质条件恶化，温家宝在2008年5月22日提出“再造一个新北川”。6月3日，中国城市规划设计研究院主导编写的北川重建选址研究完成，提出异地整体重建。6月25日，山东省完成编制《北川羌族自治县灾后重建总体规划》。7月19日，异地重建提议经国务院审查通过。11月10日，国务院审批通过调整安县（今安州区）与北川羌族自治县规划，在原安县安昌镇处另建新北川的规划。2009年3月，四川省批复中国城市规划设计研究院等30多家机构制定的《北川羌族自治县新县城灾后重建总体规划》。

北川羌族自治县共确定重建项目413个，估算投资227.44亿元人民币，其中山东省计划对口支援项目250个，投资额79.8亿元人民币。北川实际重建项目407个，至2011年7月31日投资283.54亿元人民币，其中山东省援建项目369个，投资122亿元人民币。山东对北川的援建工作在2010年11月全部完成，北川新县城于2011年2月开城。除了中央政府、四川省与山东省的投资建设，还有中国侨联为北川捐建北川中学、中共捐赠特殊党费建设“七一”职业中学、香港特别行政区政府捐建北川残疾人康复中心、澳门基金会捐建北川羌族民俗博物馆。

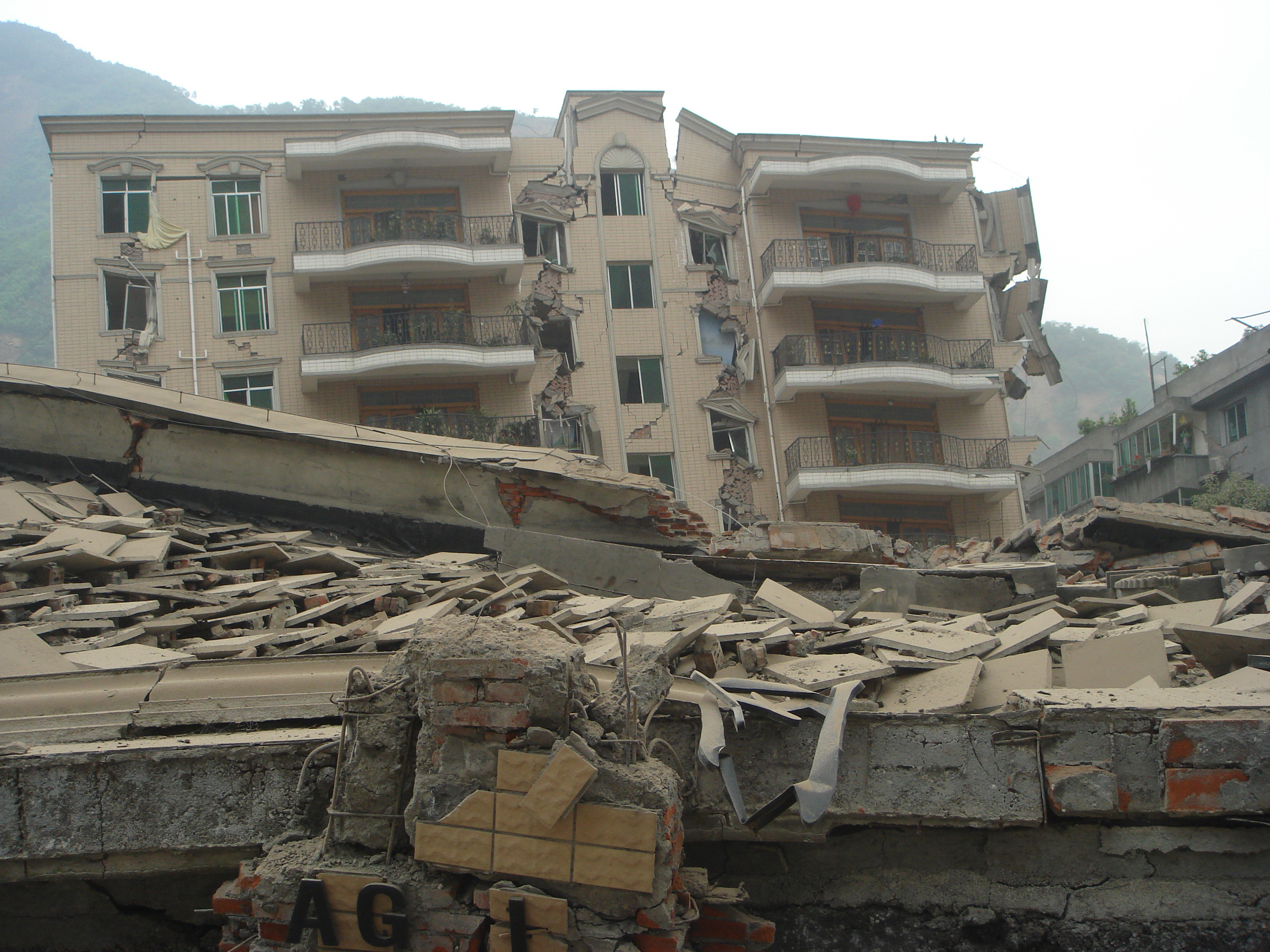
汶川大地震後的农业发展银行北川县支行行政及住宿楼

## 相關
- 禹